# Dmitrij Bechterev
Dmitrij Nikolajevitj Bechterev (ryska: Дмитрий Николаевич Бехтерев), född den 4 november 1949 i Tver i Tver oblast, är en sovjetisk roddare.
Han tog OS-silver i tvåa med styrman i samband med de olympiska roddtävlingarna 1976 i Montréal.